# Fähigkeit
Fähigkeit ist allgemein bei Personen, Tieren oder Sachen die Gesamtheit der zur Ausführung einer bestimmten Handlung / Leistung, bzw. eines Vorgangs erforderlichen Bedingungen. Diese unspezifische Definition wird in einzelnen Fachgebieten konkretisiert.

## Allgemeines
Diese in Friedrich Dorschs Lexikon der Psychologie aufgeführte Definition setzt voraus, dass zur Erbringung einer Leistung durch Personen, Tiere oder Sachen diese bestimmte Voraussetzungen erfüllen müssen.
Der Duden spricht von Fähigkeit, wenn ein Mensch in der Lage ist, eine Handlung auszuführen oder „etwas zu tun“. Für die breitere Bedeutung „Wissen, Können, Tüchtigkeit“ wird meist der Plural Fähigkeiten verwendet. Auch Tiere und andere Lebewesen haben beachtliche Fähigkeiten. Ferner spricht man von den „Fähigkeiten“ von Geräten, beispielsweise Computern.

## Wortfeld
Mehrere ähnliche Begriffe gehören zum Wortfeld.
- Das Vermögen, etwas zu tun, entspricht einer einzelnen Fähigkeit.[6] In dieser Bedeutung gilt das Wort Vermögen als stilistisch „gehoben“ und wird normalerweise nur im Singular verwendet.[7] In der Philosophie war „Vermögen“ früher jedoch ein zentraler Begriff, siehe Vermögen (Fähigkeit) – in diesem speziellen Bereich ist von verschiedenen „Vermögen“ (Plural) die Rede. Darauf aufbauend wurde im 18. Jahrhundert eine Vermögenspsychologie entwickelt.
- Der moderne Philosophie verzichtet weitgehend auf den Begriff „Vermögen“ und spricht stattdessen von „Disposition“.
- Die Begriffe „Begabung“ und „Talent“ beziehen sich auf vermeintlich angeborene Fähigkeiten.[8] Zur Ausbildung von Fähigkeiten gehören jedoch in der Regel Lernen und Übung.
- Fertigkeiten sind Fähigkeiten, die durch Lernen und Übung erworben werden.
- Know-how ist praxisbezogenes Wissen. Fähigkeit ist nicht mit dem Besitz von Know-how gleichzusetzen, weil man für viele einfache Fähigkeiten kein Wissen braucht; und andererseits, weil viele anspruchsvolle Tätigkeiten außer Know-how auch praktische Einübung voraussetzen.
- „Kompetenz“ – siehe Begriffsklärung Kompetenz.

Der Gegensatz zu „Fähigkeit“ ist „Unfähigkeit“.

## Einzelne Fachgebiete
Je nach Fachgebiet besteht die Leistung im Personalwesen aus der Arbeitsleistung der Arbeitskräfte, im Schulwesen aus der Schulleistung der Schüler oder im Sport aus der Sportleistung der Sportler. Bei Menschen und Tieren wird zwischen geistigen Fähigkeiten und der körperlichen Leistungsfähigkeit unterschieden. Sachen wie etwa Maschinen oder technische Anlagen besitzen in der Betriebswirtschaftslehre eine so genannte technische Leistungsfähigkeit, ausgedrückt in der Kapazität pro Zeitspanne. Fähigkeit ist anders ausgedrückt das maximale Leistungsvermögen.

### Arbeitswissenschaft
Arbeitsleistung, Arbeitsergebnis und Arbeitsqualität hängen von der individuellen Arbeitsfähigkeit jedes Arbeitnehmers ab. Diese ist die psychische und körperliche Fähigkeit eines Arbeitnehmers, die ihm zugewiesenen Arbeitsaufgaben erfolgreich zu bewältigen. Gegensatz ist die Arbeitsunfähigkeit. Das heutige Konzept der Arbeitsfähigkeit ist auf den finnischen Forscher Juhani Ilmarinen aus dem Jahre 2004 zurückzuführen, der sie definiert als „die Fähigkeit eines Menschen, eine gegebene Arbeit zu einem bestimmten Zeitpunkt zu bewältigen“. Sein „Haus der Arbeitsfähigkeit“ umfasst die Arbeit (Führung, Arbeitsumgebung, Arbeitsinhalt, Arbeitsorganisation, Arbeitsanforderungen), Werte (Einstellungen und Arbeitsmotivation), Kompetenzen (Qualifikation, Wissen, Vermögen und Fertigkeiten) sowie Gesundheit (körperliche, psychische und geistig-mentale).

### Philosophie

#### Fähigkeitstheorien

##### Konditionale Analyse
Die konditionale Analyse der Fähigkeit ist der traditionell vorherrschende Ansatz der Fähigkeitstheorien. Sie wird oft auf David Hume zurückgeführt und definiert Fähigkeiten damit, dass jemand etwas erfolgreich tun würde, wenn er es versucht oder wenn er es tun will. Sie wird in Form eines konditionalen Ausdrucks formuliert. „S hat die Fähigkeit, A zu tun“ ist demnach gleichbedeutend mit „S würde A tun, wenn S versucht, A zu tun“ oder mit „S würde A tun, wenn S den Willen hat, A zu tun“.
An diesem Ansatz wurde unter anderem kritisiert, dass die Bedingung „wenn die Person es versucht“ oder „wenn die Person den Willen hat“ manchmal zu Unklarheit führt. Beispielsweise könnte eine Person mit Arachnophobie trotz ihrer Angst versuchen, eine Spinne zu berühren. Sie will also die Spinne berühren. Wegen ihrer Angst wird sie den Versuch aber wahrscheinlich abbrechen, sie will also die Spinne doch nicht berühren. Somit ist nicht klar, ob der Wille vorhanden war und ob wirklich ein Versuch gemacht wurde. Die Person wäre zwar körperlich in der Lage, eine Spinne zu berühren, ist aber letztlich aus psychischen Gründen unfähig dazu. Die konditionale Analyse in der oben genannten einfachen Formulierung kann solche komplexeren Fälle nicht erfassen, bei denen eine Person in körperlicher Hinsicht fähig und zugleich in psychischer Hinsicht unfähig ist.
Außerdem ist es oft nicht sinnvoll, von Unfähigkeit zu sprechen, nur weil ein einzelner Versuch ausnahmsweise nicht gelungen ist. Ein guter Golfspieler ist grundsätzlich fähig, aus einem halben Meter Entfernung das Loch zu treffen. Dennoch wird er an dieser einfachen Aufgabe manchmal scheitern, und die konditionale Analyse würde dann nahelegen, dass er plötzlich unfähig geworden ist. Eine mögliche Lösung dieses Problems besteht darin, zwischen grundsätzlicher Fähigkeit und situationsbezogener Fähigkeit zu unterscheiden (siehe unten).

##### Modaler Ansatz
Fähigkeit wird mit dem Modalverb können ausgedrückt („etwas tun können“) und gehört logisch zur Modalität der Möglichkeit. Modale Fähigkeitstheorien konzentrieren sich darauf, welche Handlungen möglich sind. Moderne Ansätze arbeiten dabei mit sogenannten möglichen Welten. Die Konstruktion möglicher Welten eröffnet gedankliche Spielräume, ist aber umstritten. Ein Nachteil ist, dass viele der unzähligen möglichen Welten für die Analyse einer realen Fähigkeit nicht brauchbar sind, so dass sie durch zusätzliche Überlegungen wieder eingeschränkt werden müssen. Anthony Kenny kritisierte, viele in der Modallogik gezogene Schlussfolgerungen seien für Fähigkeitszuschreibungen nicht gültig.
Die konditionale Analyse kann als Sonderfall des modalen Ansatzes aufgefasst werden. Viele der Argumente gegen den modalen Ansatz können deshalb auch auf die konditionale Analyse angewendet werden.

##### Andere Ansätze
Der dispositionale Ansatz definiert Fähigkeiten in Bezug auf Dispositionen. Die Aussage „S hat die Fähigkeit zu A“ wird dabei ersetzt durch „S hat die Disposition zu A“. Diese Auffassung ist eng mit der konditionalen Analyse verwandt. Ein anderer Ansatz betrachtet Fähigkeiten als Potenzial, etwas zu tun. Während eine Disposition die Beziehung zwischen einem Stimulus und einer auf den Stimulus folgenden Manifestation betrifft, zeichnet sich ein Potenzial nur durch seine Manifestation aus. Die Manifestation einer Fähigkeit ist eine Handlung.

#### Grundsätzliche und situationsbezogene Fähigkeit
Der Begriff der Fähigkeit wird meist darauf bezogen, was Handelnde grundsätzlich tun können, d. h. unabhängig von einer bestimmten Situation. Jedoch kann auch die Fähigkeit in einer bestimmten Situation gemeint sein. In der englischsprachigen philosophischen Literatur werden dafür die Begriffe general ability bzw. specific ability verwendet. Ein erfahrener Klavierspieler hat grundsätzlich die Fähigkeit, Klavier zu spielen; wenn aber gerade kein Klavier vorhanden ist, kann er nicht Klavier spielen. Es gibt auch den umgekehrten Fall, dass eine Fähigkeit in einer speziellen Situation vorhanden ist, obwohl sie normalerweise nicht vorhanden ist. Beispielsweise können Menschen mit Hilfe eines Trampolins mehrere Meter hoch springen, obwohl sie das normalerweise nicht tun können.
Der Satz „Der Sportler X kann 100 Meter in weniger als 11 Sekunden laufen“ wird normalerweise nicht so verstanden, dass der Sportler bei jedem einzelnen Rennen garantiert so schnell laufen wird. Ihm wird die Fähigkeit auch dann zugeschrieben, wenn er diese Zeit gelegentlich nicht erreicht, und sogar dann, wenn er nur manchmal eine Zeit unter 11 Sekunden erreicht. Bei einer solchen Aussage geht es also eher um eine grundsätzliche Fähigkeit als um einzelne Situationen.

#### Beziehung zu anderen philosophischen Begriffen

##### Freier Wille
In der Debatte um den freien Willen geht es um den Determinismus, also die Ansicht, dass alles, was geschieht, schon durch die Vergangenheit zusammen mit den Naturgesetzen festgelegt ist. Der freie Wille wird in diesem Zusammenhang definiert als die Fähigkeit, anders zu handeln. Wenn alles bereits durch die Vergangenheit festgelegt ist, scheint es unmöglich zu sein, dass jemand anders handeln könnte, als er es tut, d. h. es scheint keinen Platz für den freien Willen zu geben. Die Ansicht, dass die Existenz eines freien Willens dennoch mit dem Determinismus vereinbar ist, wird Kompatibilismus genannt; der Inkompatibilismus geht von Unvereinbarkeit aus.

##### Autonomie
Autonomie wird in der Regel als die Fähigkeit definiert, sich selbst zu bestimmen. Autonomie wird oft in Verbindung mit einer rationalen Komponente verstanden, z. B. als die Fähigkeit, Begründungen des Handelns abzuwägen und sich nach der besten Begründung zu richten, oder die Fähigkeit, die eigenen Meinungen oder Absichten zu prüfen und sie gegebenenfalls zu ändern. Einige Autoren halten Autonomie nur dann für gegeben, wenn die eigenen Entscheidungen ein reiner Ausdruck des eigenen Willens sind und von keiner anderen Person kontrolliert werden.

##### Pflicht und Verantwortung
In der ethischen Literatur wird häufig der Grundsatz „Sollen impliziert Können“ zitiert. Seine ursprüngliche Formulierung wird Immanuel Kant zugeschrieben. Er besagt, dass ein Handelnder nur dann moralisch zu einer Handlung verpflichtet ist, wenn er fähig ist, sie auszuführen. Beispielsweise hat jemand, der nicht schwimmen kann, nicht die Pflicht, in einen See zu springen, um ein ertrinkendes Kind zu retten.
Während sich „Pflicht“ oder „Verpflichtung“ oft auf zukünftige Handlungen bezieht, verwendet man für bereits geschehene Handlungen meist den Begriff der Verantwortung. Moralische Verantwortung setzt voraus, dass der Handelnde sein eigenes Verhalten kontrollieren konnte. Dazu gehört nach Ansicht der meisten Autoren auch die Voraussetzung, dass der Person Handlungsalternativen zur Verfügung standen, d. h. dass sie die Möglichkeit hatte, anders zu handeln.
Der Grundsatz „Sollen impliziert Können“ ist plausibel, dennoch ergeben sich Zweifelsfälle. Wenn jemand einen wichtigen Termin nicht wahrnehmen kann, weil er zuvor einen Flug verpasst hat, scheint er für sein Fernbleiben nicht verantwortlich zu sein. Er kann aber verantwortlich gemacht werden, nämlich wenn er hätte sicherstellen können, dass er den Flug nicht verpasst.

### Psychologie
Fähigkeit ist die Bereitschaft, ein bestimmtes Leistungsniveau zu zeigen, wobei dieses Leistungsniveau entweder auf Erziehung und Übung, Bildung oder auf eine Anlage zurückgeführt wird. So ist Intelligenz die „Fähigkeit, sich in neuen Situationen aufgrund von Einsichten zurechtzufinden oder Aufgaben mit Hilfe des Denkens zu lösen, ohne dass hierfür die Erfahrung, sondern vielmehr die Erfassung von Beziehungen das Wesentliche ist“. Winfried Hacker fügt hinzu: „...in der Lebensgeschichte entstandene, komplexe Eigenschaften, die als verfestigte Systeme verallgemeinerter psychologischer Prozesse den Tätigkeitsvollzug steuern“.
In der Psychologischen Diagnostik ist die Erfassung von Fähigkeiten ein zentraler Gegenstand, weil aus unterschiedlichen Niveaus auch unterschiedlicher zukünftiger Erfolg (Ausbildung, Beruf) vorhergesagt werden kann. Sie entsprechen den Persönlichkeitseigenschaften als überdauernde zeitstabile Dispositionen des Leistungsbereichs und können hinsichtlich der Qualität (Zielerreichung) beurteilt werden.

### Sport
Im Sport besteht die Fähigkeit eines Sportlers darin, im Wettkampf das maximale Leistungspotenzial zum richtigen Zeitpunkt abzurufen, um den Sieg zu erringen. Im Leistungssport und Hochleistungssport umfasst dies auch die Fähigkeit, die Sportleistung nicht durch Umwelteinflüsse (Wetter, Klima, aber auch Gegner oder Zuschauer) beeinträchtigen zu lassen. Zur Vorbereitung auf den Wettkampf wird die maximale Sportleistung durch Training verbessert. Wesensmerkmal im sportlichen Wettkampf sind die Chancengerechtigkeit und Chancengleichheit während des Wettkampfs, der unter dem Verhaltenskodex des Fair Play ablaufen muss.

## Fähigkeiten von Tieren
Tiere haben spezialisierte, zu ihrer jeweiligen Lebensweise passende Fähigkeiten, welche die Fähigkeiten des Menschen oft weit überragen. Beispiele: Vögel haben die Fähigkeit zu fliegen – mit Ausnahme der flugunfähigen Vögel. Viele Tiere können sich schneller fortbewegen als Menschen, Delfine können besser schwimmen, Hunde können besser riechen. Der Mensch ist im Bereich der kognitiven Fähigkeiten überlegen.